# 11118 Modra
Modra (asteróide 11118) é um asteróide da cintura principal, a 2,123498 UA. Possui uma excentricidade de 0,0821467 e um período orbital de 1 285,33 dias (3,52 anos).
Modra tem uma velocidade orbital média de 19,58183724 km/s e uma inclinação de 3,03505º.
Este asteróide foi descoberto em 9 de Agosto de 1996 por Adrián Galád, Dušan Kalmančok.